# Yazdegerd III
Yazdegerd III var en persisk kung av den sassanidiska ätten. Han regerade mellan 632 och 651 eller 652.
Yazderegerd var sonson till Khusrov II, och utropades i den allmänna förvirring som inträdde efter dennes död 628 till kung 632. Yazderegerds regering var ett enda oavbrutet nederlag mot muslimerna som trängde på under den islamiska expansionen österut. Genom slaget i Quadisiya 637 och slaget vid Nihavand beseglades sasanidrikets undergång. Därefter var Yazdegerd endast kung till namnet.
Yazdegerd hade två söner och tre döttrar. En av hans söner, Peroz III, flydde till Tang-Kinas hov där kejsaren Gaozong gav honom titeln "Persiens kung" år 662..